# Гамильтон, Уильям (поэт)
Уи́льям Га́мильтон (англ. William Hamilton; 1704—1754) — британский поэт, связанный с движением якобитов.

## Биография
Уильям Гамильтон родился в 1704 году семейном имении в Экклесмашане, Западный Лотиан. Был вторым сыном Джеймса Гамильтона из Бангура, адвоката, чей дед, Джеймс, второй сын Джона Гамильтона Литтл-Эрнокского и Ланаркширского, стал родоначальником семьи Бангур. После смерти своего старшего брата и в отсутствие других наследников в 1750 году Гамильтон стал владельцем усадьбы.
С ранних лет, отличаясь слабым здоровьем и сложным характером, не любил светское общество и посвятил себя поэзии. С 1724 по 1727 год сотрудничал с Аланом Рэмзи над созданием его поэтического сборника «Tea Table Miscellany»; наиболее известным стихотворением Рэмзи из вошедших туда стало «Gentle Shepherd».
Приверженец Стюартов, он участвовал в неудачной попытке их реставрации и в своём стихотворении «Gladsmuir» праздновал победу якобитов под Престонпансом (англ. Battle of Prestonpans; 1745). После Куллодена (1746) он какое-то время был вынужден скрывался в горах, а затем сумел бежать во Францию. Благодаря заступничеству влиятельных друзей ему было разрешено вернуться в Шотландию, но пережитое слишком сильно сказалось на его здоровье, поэтому домой он не возвратился. Свои последние дни провёл в Лионе, где скончался от чахотки. Его тело было доставлено в Шотландию и похоронено в церкви аббатства Холируд.
Согласно ЭСБЕ, «лучшие из стихотворений Гамильтона — те, в которых он является чисто национальным поэтом». Из его произведений наиболее известны легенда «The Brayes of Yarrow» по мотивам старого шотландского сказания, более общие поэмы «Contemplation or the Triumph of Lowe», в которых как недостатки отмечались риторичность и растянутость. Переводил, кроме того, произведения Горация и Гомера. Первое издание стихотворений Гамильтона было выпущено в Глазго в 1748 году без ведома автора; второе, снабжённое портретом и биографией, — в 1760 году.